# Nima Arkani-Hamed
Nima Arkani-Hamed   (Houston, 5 d'abril de 1972) és un físic teòric estatunidenc-canadenc conegut pels seus treballs en física d'altes energies, teoria de cordes i cosmologia. Arkani-Hamed treballa a l'Institut d'Estudis Avançats de Princeton, Nova Jersey, i és director del Centre per Física Futura d'Altes Energies (CFHEP) a Pequín, Xina. Fou amb anterioritat professor a la Universitat Harvard i a la Universitat de Califòrnia, Berkeley.
Els pares d'Arkani-Hamed, Jafargholi "Jafar" Arkani-Hamed i Hamideh Alasti són ambdós físics a l'Iran. El seu pare, nadiu de Tabriz, fou cap del departament de física a la Universitat de Tecnologia Sharif a Teheran, i professor de ciències planetàries i de la Terra a la Universitat McGill a Montreal. Arkani-Hamed es va traslladar a l'Iran com a nen amb la seva família que finalment va emigrar al Canadà.

## Carrera acadèmica
Arkani-Hamed es va llicenciar a la Universitat de Toronto amb un grau d'honors conjunt en matemàtiques i física el 1993, i va anar a la Universitat de Califòrnia, Berkeley, pels seus estudis de doctorat, on va treballar sota la supervisió de Lawrence Hall en supersimetria i física de sabor. Acabada la seva tesi el 1997 va anar al laboratori SLAC de la Universitat Stanford per la seva carrera post-doctoral. Durant aquest temps va treballar amb Savas Dimopoulos i va desenvolupar el paradigma de dimensions espacials extres grans.
El 1999 va tornar a UC Berkeley, d'on va agafar una excedència per anar a Harvard el 2001 per treballar amb Howard Georgi i Andrew Cohen en la idea de dimensions extres emergents, que posteriorment han portat al desenvolupament de teories de Higgs petit. Fou professor a la Universitat Harvard de 2002–2008, i actualment és a l'Institut d'Estudis Avançats de Princeton.
Arkani-Hamed ha aparegut a diversos programes televisius i a diaris parlant de l'espaitemps, dimensions extres i l'estat actual de la física teòrica. Va aparèixer a la pel·lícula-documental Particle Fever (2013).

## Honors i premis
Honors i premis rebuts.
- Premi INFN-Pisa Gamberini, 1997
- Packard i Sloan Fellowship, 2000
- Medalla Gribov de la Societat Europea de Física, 2003
- Premi Phi Beta Kappa de docència excel·lent, 2005
- Premi Sackler, Universitat de Tel-Aviv, 2008
- Fellow Acadèmia Americana d'Arts i Ciències, 2009[8]
- Premi de Física Fonamental, 2012[9]

## Treballs destacats
- El paradigma de "dimensions extres grans" (amb Gia Dvali i Savas Dimopoulos):

N. Arkani-Hamed; S. Dimopoulos; G. Dvali «The Hierarchy Problem and New Dimensions at a Millimeter». Phys. Lett. B, 429, 3-4, 1998, pàg. 263–272. arXiv: hep-ph/9803315. Bibcode: 1998PhLB..429..263A. DOI: 10.1016/S0370-2693(98)00466-3. 
I Antoniadis; N. Arkani-Hamed; S. Dimopoulos; G. Dvali «New Dimensions at a Millimeter to a Fermi and Superstrings at a TeV». Phys. Lett. B, 436, 3-4, 1998, pàg. 257–263. arXiv: hep-ph/9804398. Bibcode: 1998PhLB..436..257A. DOI: 10.1016/S0370-2693(98)00860-0. 
N. Arkani-Hamed; S. Dimopoulos; G. Dvali «Phenomenology, Astrophysics and Cosmology of Theories with Sub-Millimeter Dimensions and TeV Scale Quantum Gravity». Phys. Rev. D, 59, 8, 1999, pàg. 086004. arXiv: hep-ph/9807344. Bibcode: 1999PhRvD..59h6004A. DOI: 10.1103/PhysRevD.59.086004. 
Arkani-Hamed, Nima; Savas Dimopoulos; Georgi Dvali «The Universe's Unseen Dimensions». Scientific American, 283, 2, 8-2000, pàg. 62–69. DOI: 10.1038/scientificamerican0800-62. PMID: 10914401 [Consulta: 12 maig 2015].  
- Deconstrucció dimensional (Amb Howard Georgi i Andrew Cohen):

N. Arkani-Hamed; A.G. Cohen; H. Georgi «(De)Constructing Dimensions». Phys. Rev. Lett., 86, 21, 2001, pàg. 4757–4761. arXiv: hep-th/0104005. Bibcode: 2001PhRvL..86.4757A. DOI: 10.1103/PhysRevLett.86.4757. PMID: 11384341. 
- Teories de Higgs petit:

N. Arkani-Hamed; A. G. Cohen; H. Georgi «Electroweak symmetry breaking from dimensional deconstruction». Phys. Lett. B., 513, 2001, pàg. 232–240. arXiv: hep-ph/0105239. Bibcode: 2001PhLB..513..232A. DOI: 10.1016/S0370-2693(01)00741-9. 
N. Arkani-Hamed; A.G. Cohen; T. Gregoire; J.G. Wacker «Phenomenology of Electroweak Symmetry Breaking from Theory Space». JHEP, 0208, 08, 2002, pàg. 020. arXiv: hep-ph/0202089. Bibcode: 2002JHEP...08..020A. DOI: 10.1088/1126-6708/2002/08/020. 
 «The Minimal Moose for a Little Higgs». JHEP, 0208, 08, 2002, pàg. 021. arXiv: hep-ph/0206020. Bibcode: 2002JHEP...08..021A. DOI: 10.1088/1126-6708/2002/08/021. 
N. Arkani-Hamed; A.G. Cohen; E. Katz; A.E. Nelson «The Littlest Higgs». JHEP, 0207, 07, 2002, pàg. 034. arXiv: hep-ph/0206021. Bibcode: 2002JHEP...07..034A. DOI: 10.1088/1126-6708/2002/07/034. 
- Condensació de camps fantasmes:

N. Arkani-Hamed; H.C. Cheng; M. A. Luty; S. Mukohyama «Ghost condensation and a consistent infrared modification of gravity». JHEP, 0405, 05, 2004, pàg. 074. arXiv: hep-th/0312099. Bibcode: 2004JHEP...05..074H. DOI: 10.1088/1126-6708/2004/05/074. 
- Supersimetria 'split' (amb Savas Dimopoulos):

N. Arkani-Hamed; S. Dimopoulos «Supersymmetric unification without low energy supersymmetry and signatures for fine-tuning at the LHC». JHEP, 0506, 06, 2005, pàg. 073. arXiv: hep-th/0405159. Bibcode: 2005JHEP...06..073A. DOI: 10.1088/1126-6708/2005/06/073. 
N. Arkani-Hamed; S. Dimopoulos; G.F. Giudice; A. Romanino «Aspects of split supersymmetry». Nucl. Phys. B, 0709, 2005, pàg. 3–46. arXiv: hep-ph/0409232. Bibcode: 2005NuPhB.709....3A. DOI: 10.1016/j.nuclphysb.2004.12.026. 
- Matèria fosca:

N. Arkani-Hamed; N. Weiner «LHC Signals for a SuperUnified Theory of Dark Matter». JHEP, 0812, 12, 2008, pàg. 104. arXiv: 0810.0714. Bibcode: 2008JHEP...12..104A. DOI: 10.1088/1126-6708/2008/12/104. 
N. Arkani-Hamed; D.P. Finkbeiner; T.R. Slatyer; N. Weiner «A Theory of Dark Matter». Phys. Rev. D, 79, 2009, pàg. 015014. arXiv: 0810.0713. Bibcode: 2009PhRvD..79a5014A. DOI: 10.1103/PhysRevD.79.015014. 
- Amplituds de dispersó:

N. Arkani-Hamed; F. Cachazo; C. Cheung; J. Kaplan «A Duality for the S Matrix». JHEP, 1003, 3, 2010, pàg. 020. arXiv: 0907.5418. Bibcode: 2010JHEP...03..020A. DOI: 10.1007/JHEP03(2010)020. 
N. Arkani-Hamed; J. Bourjaily; F. Cachazo; S. Caron-Huot; J. Trnka; 4 «The All-Loop Integrand For Scattering Amplitudes in Planar N=4 SYM». JHEP, 1101, 2011, pàg. 041. arXiv: 1008.2958. Bibcode: 2011JHEP...01..041A. DOI: 10.1007/JHEP01(2011)041. 

## Conferències
1. "El Futur de Física Fonamental" cinc conferències donades a Cornell octubre 4-8, 2010 en la sèrie de Conferència del Missatger.[10]
2. "Introducció a Escampar Amplituds" cinc conferències donades a Cornell octubre 4-8, 2010, focus en n=4 Yang supersimètric-Teoria de Molins.[11]